# Юго-восточный полуостров (Сент-Китс)
Юго-восточный полуостров (Юго-Восточный полуостров острова Сент-Китс) — расположен в Сент-Китсе и Невисе, в архипелаге Малых Антильских островов в Карибском море.

## География

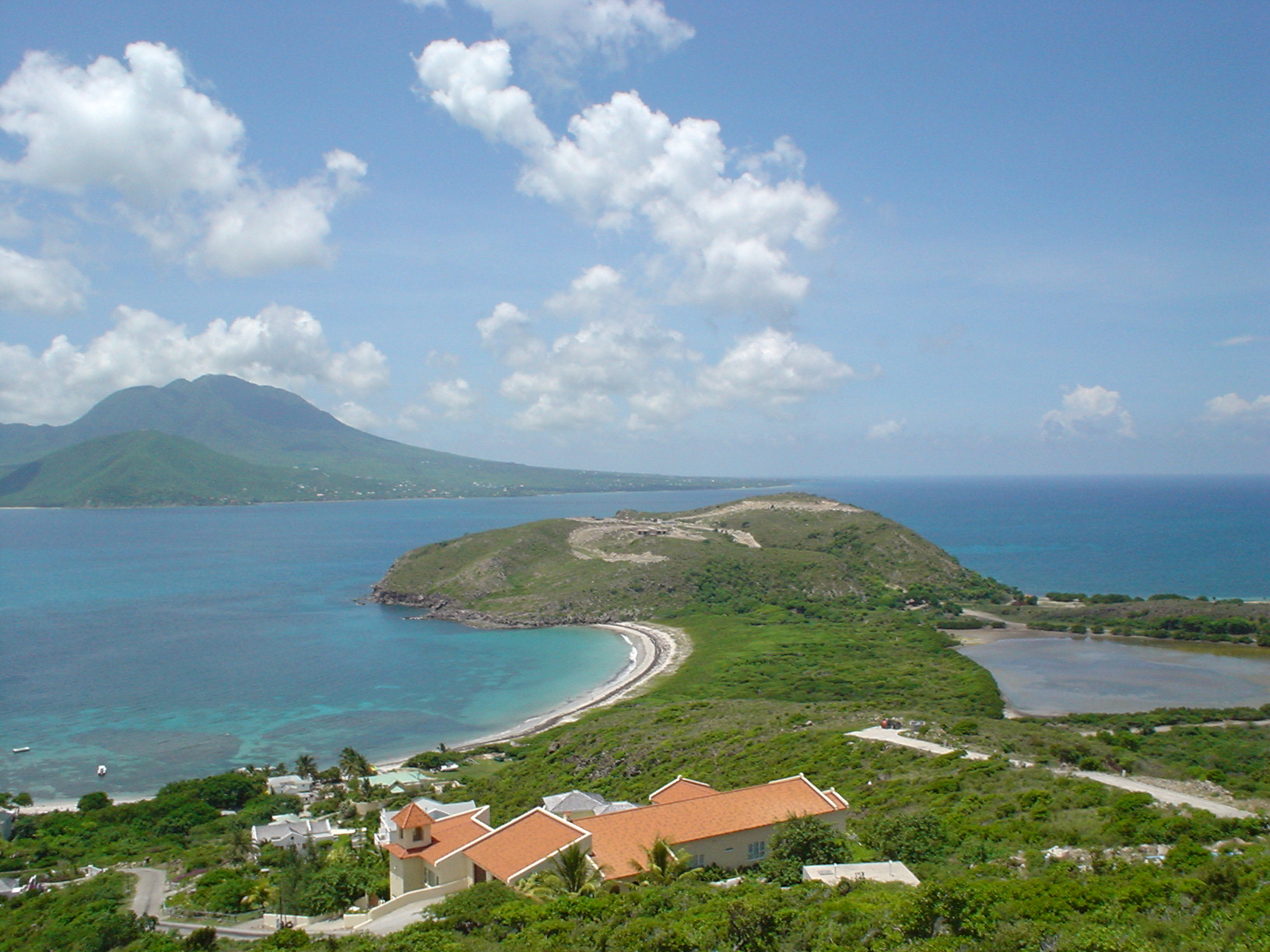
Вид на юго-восток, в сторону острова Невис с Юго-восточного полуострова

Простирается на юго-восток от столицы страны, Бастер (англ. Basseterre), примерно на 14 километров до вод пролива Нэрроуз (англ. Narrows), который отделяет остров Сент-Китс от расположенного рядом острова Невис. Полуостров соединен с остальной частью острова перешейком, ширина которого в самом узком месте составляет менее одного километра.

## Особенности
Среди особенностей полуострова можно выделить Большой Соленый Пруд (англ. Great Salt Pond) – самое большое озеро в стране, пик Святого Антония (англ. St. Anthony's Peak), пляж Тертл-Бич (англ. Turtle Beach), а также несколько бухт, включая Балласт-Бей (англ. Ballast Bay), Мейджорс-Бей (англ. Major's Bay) и Коклшелл-Бей (англ. Cockleshell Bay).
До недавнего времени этот поросший кустарником низменный полуостров был менее развит по сравнению с остальной частью острова и был доступен в основном на лодке. Однако строительство всепогодной дороги в 1990-х годах способствовало развитию территории, особенно в районе Тертл-Бич.